# Michael Blake
Michael Lennox Blake (Fort Bragg, 5 de julho de 1945 — Tucson, 2 de maio de 2015) foi um escritor e roteirista norte-americano. Se destacou na adaptação do filme Dança com Lobos (1990), no qual foi vencedor do Óscar de melhor roteiro adaptado.

## Carreira
Blake é autor do romance "Dança com Lobos", livro inicialmente um fiasco, mas que se tornou um êxito de vendas após ser incentivado pelo ator e amigo Kevin Costner na adaptação do filme homônimo, que posteriormente venceria sete Oscars, incluindo a categoria de melhor roteiro, adaptado por Michael Blake. O livro teve mais de 3,5 milhões de cópias vendidas e traduzido em 15 idiomas diferentes.
Além de "Dança com Lobos", Blake escreveu "Stacys Knights" (1983) e "Winding  Stair"; este último sem previsão para dar início a produção.
Segundo Marianne Mortensen Blake, viúva do escritor, ele defendeu a alfabetização, a causa dos indígenas americanos e o desaparecimento dos cavalos selvagens no ocidente.
Blake faleceu em 2 de maio de 2015, após lutar contra um câncer; embora a causa da morte ainda não tenho sido divulgada pela família.